# Fran Striker
Francis Hamilton „Fran“ Striker (* 19. August 1903 in Buffalo, New York; † 4. September 1962 in Erie County, New York) war ein US-amerikanischer Autor. Seine bekannteste Figur ist der Lone Ranger.

## Leben
1933 begann Striker seine Arbeit beim Radiosender WXYZ in Detroit. Pro Woche lieferte er bis zu fünf Episoden für diverse Hörspiele ab.
Als der Inhaber des Senders, George Trendle, eine Westernserie benötigte, erschuf Striker den Lone Ranger.
Bis 1956 wurden 2956 Episoden ausgestrahlt. Bereits 1938 gab es die erste Verfilmung. Striker war ebenfalls als Autor für die Zeitungsstrips und einige Folgen der TV-Serie mit Clayton Moore verantwortlich.
Mit The Green Hornet schuf Striker eine weitere ebenfalls sehr erfolgreiche Figur. Die Serie wurde von 1936 bis 1952 ausgestrahlt. Auch sie zog eine Fernsehserie mit Van Williams und Bruce Lee sowie 2011 einen Film mit Seth Rogen nach sich.
Es folgten 1938 eine Serie um den Geheimagenten Ned Jordan sowie eine Goldgräber Serie Challenge of the Yukon.
Ebenfalls war Striker noch Autor einiger Folgen der Serie Adventures Of the Sea Hound um den Captain Silver und schrieb zwischen 1947 und 1955 acht Tom Quest Jugendromane.
Striker verstarb 1962 an den Folgen eines Autounfalls. Sein Grab befindet sich auf dem Arcade Rural Friedhof in Wyoming.

## Werke
- 1947: Sign of the Spiral (A Tom Quest Adventure)
- 1947: The Telltale Scar (A Tom Quest Adventure)
- 1948: The Clue of the Cypress Stump (A Tom Quest Adventure)
- 1949: The Secret of the lost Mesa (A Tom Quest Adventure)
- 1950: The Hidden Stone Mystery (A Tom Quest Adventure)
- 1951: Der Präriewolf, 1. Band, Buchfilm Verlag (Nachdruck 1989 Incos Verlag)
- 1952: The Secret of Thunder Mountain (A Tom Quest Adventure)
- 1955: The Clue of the Inca Luck Piece (A Tom Quest Adventure)
- 1955: The Mystery of the Timber Giant (A Tom Quest Adventure)
- 1956: Sergeant Preston and Rex
- 1977: Lone Ranger – Retter und Rächer der Bedrängten (The Lone Ranger), Heyne ISBN 3453541413
- 1994: One More River